# The Parent Trap (1998)
The Parent Trap is een film uit 1998 onder regie van Nancy Meyers. Het is een bewerking van de film The Parent Trap uit 1961, op zijn beurt weer een verfilming van het boek Das doppelte Lottchen van Erich Kästner uit 1949. De Nederlands gesproken versie heet 'Dubbel en dwars'. Dit was voor Lindsay Lohan haar filmdebuut, waarin ze al meteen een dubbelrol speelt.

## Verhaal
De identieke tweeling Annie en Hallie worden vlak na hun geboorte van elkaar gescheiden, doordat hun ouders Nick Parker & Elizabeth James uit elkaar gaan. Annie gaat bij haar moeder in Londen wonen en Hallie bij haar vader in Californië. De tweeling weet niet van elkaars bestaan af.
Na ruim 11 jaar ontmoeten de twee elkaar bij toeval tijdens een zomerkamp. Ze besluiten van identiteit te ruilen, waardoor Annie haar vader en Hallie haar moeder leert kennen. Wanneer hun vader wil gaan trouwen met een veel jongere vrouw, die Meredith Blake heet, besluit de tweeling om er alles aan te doen om hun ouders weer bij elkaar te krijgen.

## Techniek
De scènes waarin beide zusjes samen voorkomen zijn opgenomen met een speciale filmtechniek, genaamd: "Motion control". Hierbij worden de bewegingen van de camera elektronisch opgenomen en bij een tweede opname exact nagespeeld. Op deze manier kunnen dubbelopnamen achteraf naadloos aan elkaar gemonteerd worden zonder dat dat aan de achtergronden te zien is.

## Rolverdeling
| Acteur               | Personage                    | Opmerkingen                                                                                     |
| -------------------- | ---------------------------- | ----------------------------------------------------------------------------------------------- |
| Lindsay Lohan        | Hallie Parker en Annie James | In de scènes waarin de twee kinderen tegelijk voorkwamen werden nieuwe filmtechnieken gebruikt. |
| Dennis Quaid         | Nick Parker                  | Vader van Annie en Hallie en een rijke Amerikaanse wijngaardeigenaar.                           |
| Natasha Richardson   | Elizabeth James              | Moeder van Annie en Hallie en een bekende ontwerpster van chique trouwjurken                    |
| Elaine Hendrix       | Meredith Blake               | Een journaliste, die van plan is om met Nick te trouwen voor zijn geld.                         |
| Lisa Ann Walter      | Chessy                       | Huishoudhulp van de familie Parker, die na het ontmoeten van Martin verliefd op hem wordt.      |
| Simon Kunz           | Martin                       | Butler van de familie James en wordt verliefd op Chessy                                         |
| Polly Holliday       | Marva Kulp sr                | Eigenaar en manager van het zomerkamp                                                           |
| Maggie Wheeler       | Marva Kulp jr                | Dochter en assistente van Marva Kulp Sr.                                                        |
| Ronnie Stevens       | Charles James                | Vader van Elizabeth en grootvader van Annie en Hallie.                                          |
| Erin Mackey          | Hallie Parker en Annie James | Zij werd gecast voor de dubbelrollen, waarbij ze van haar achterzijde werd gefilmd.             |
| Joanna Barnes        | Vicki Blake                  | Moeder van Meredith                                                                             |
| J. Patrick McCormack | Les Blake                    | Vader van Meredith                                                                              |
| Hallie Meyers-Shyer  | Lindsay                      | Meisje op het kamp                                                                              |
| Maggie Emma Thomas   | Zoe                          | Meisje op het kamp                                                                              |
| Courtney Woods       | Nicole                       | Meisje op het kamp                                                                              |
| Katerina Graham      | Jackie                       | Meisje op het kamp                                                                              |

## Trivia
- Joanna Barnes speelde eerder in de originele The Parent Trap (1961), Vicki Robinson, de gelukzoeker die de vader van de meisjes wil trouwen om zijn geld.
- De karakters van Marva Kulp Sr. en Marva Kulp Jr. zijn gebaseerd op de actrice Nancy Kulp, die in de originele versie van 1961 de kamp-begeleidster speelde.